# Castropignano
Castropignano ist eine italienische Gemeinde (comune) mit 864 Einwohnern (Stand 31. Dezember 2023) in der Provinz Campobasso in der Region Molise. Die Gemeinde liegt etwa 10,5 Kilometer nordwestlich von Campobasso am Biferno.

## Geschichte

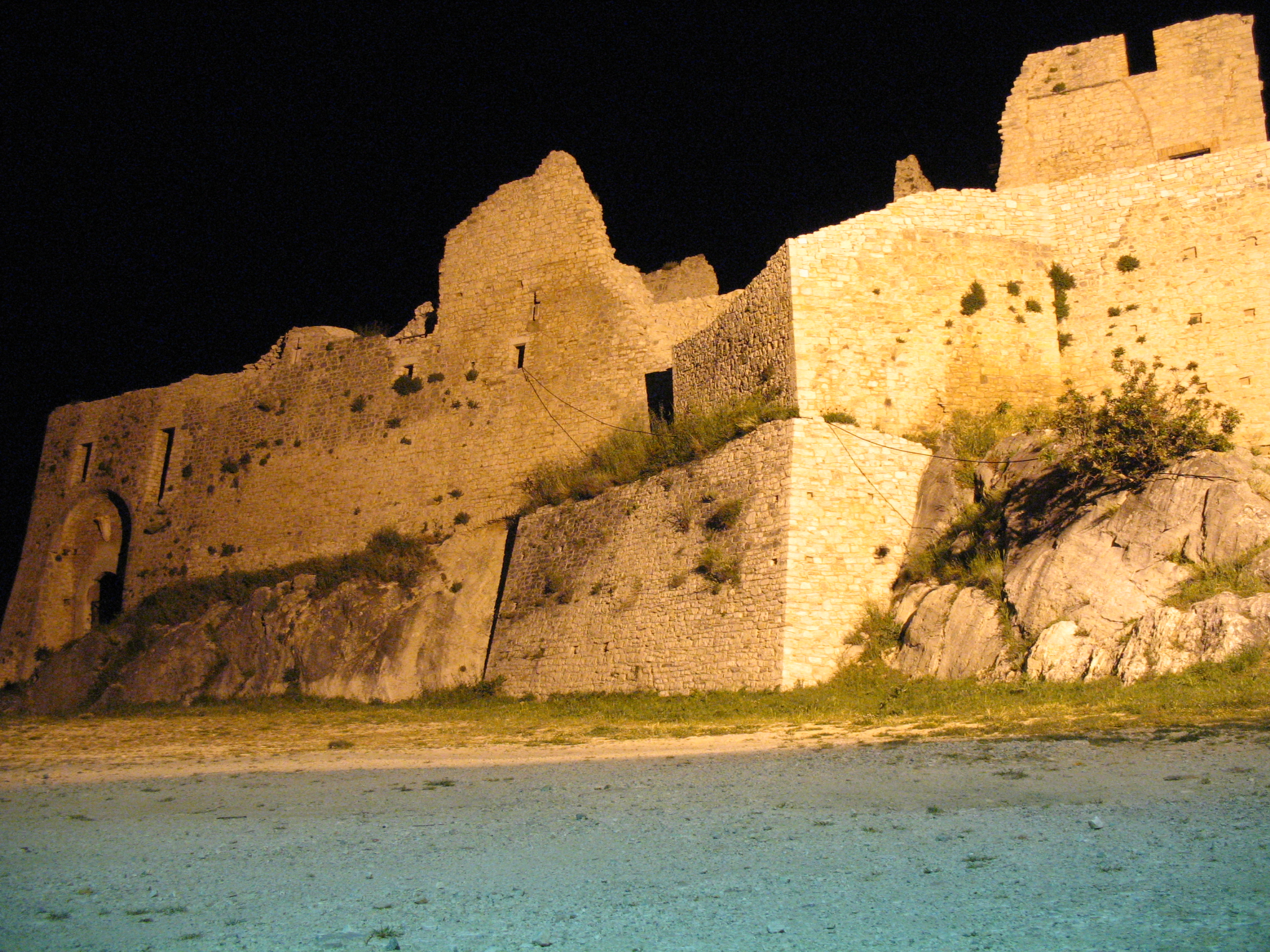
Das Castello d’Evoli

Im 14. Jahrhundert wurde das Castello d’Evoli errichtet. Durch den mangelhaften Erhalt des Gebäudes ist es im 20. Jahrhundert zur Ruine verkommen.

## Verkehr
Durch die Gemeinde führt die Strada Statale 647 Fondo Valle del Biferno von Boiano nach Guglionesi. Von hier geht die Strada Statale 618 Molesana ab Richtung Cantalupo nel Sannio.